# 4592 Alkissia
4592 Alkissia este un asteroid din centura principală, descoperit pe 24 septembrie 1979 de Nikolai Cernîh.